# Fernando Gabriel Sosa
Fernando Gabriel Sosa (n. 30 august 1974, Córdoba, Argentina, Argentina), cunoscut și ca Nano Sosa, este un ilustrator, scenarist și artist storyboard argentinian cu experiență în animație și benzi desenate. Este cunoscut pentru implicarea sa în proiecte culturale și colaborări internaționale.

## Benzi desenate și activitate culturală
Sosa a avut un rol important în scena benzilor desenate din Córdoba. A organizat programul «Comicazo» la Târgul de Carte și Cunoaștere din Córdoba în 2014 și 2015, promovând recunoașterea benzilor desenate ca formă culturală relevantă.

## Proiect legislativ
În 2012, Sosa a propus un proiect de lege național pentru promovarea și protejarea benzilor desenate argentiniene.

## Colaborări internaționale
Sosa a colaborat cu edituri din Argentina și Europa.
A ilustrat cărțile pentru copii Tryllti tannlæknirinn (2020) și Síðasti hellisbúinn og geirfuglarnir (2021), publicate de Óðinsauga / Forlagið în Reykjavik.
De asemenea, a participat la Humor Deva International Cartoon Contest în România, 2021, demonstrând implicarea sa pe plan internațional.

## Animație
Din 2022, Sosa lucrează ca artist storyboard pentru serialul de animație pentru copii Booba, produs de studioul britanic 3D Sparrow și distribuit la nivel mondial pe Netflix.